# Bernhard Hanssen

Architekten: Stammann, Hanssen, Grotjan und Zinnow

Bernhard Georg Jacob Hanssen (* 12. April 1844 in Hamburg; † 3. September 1911 in Travemünde) war ein deutscher Architekt.

## Leben

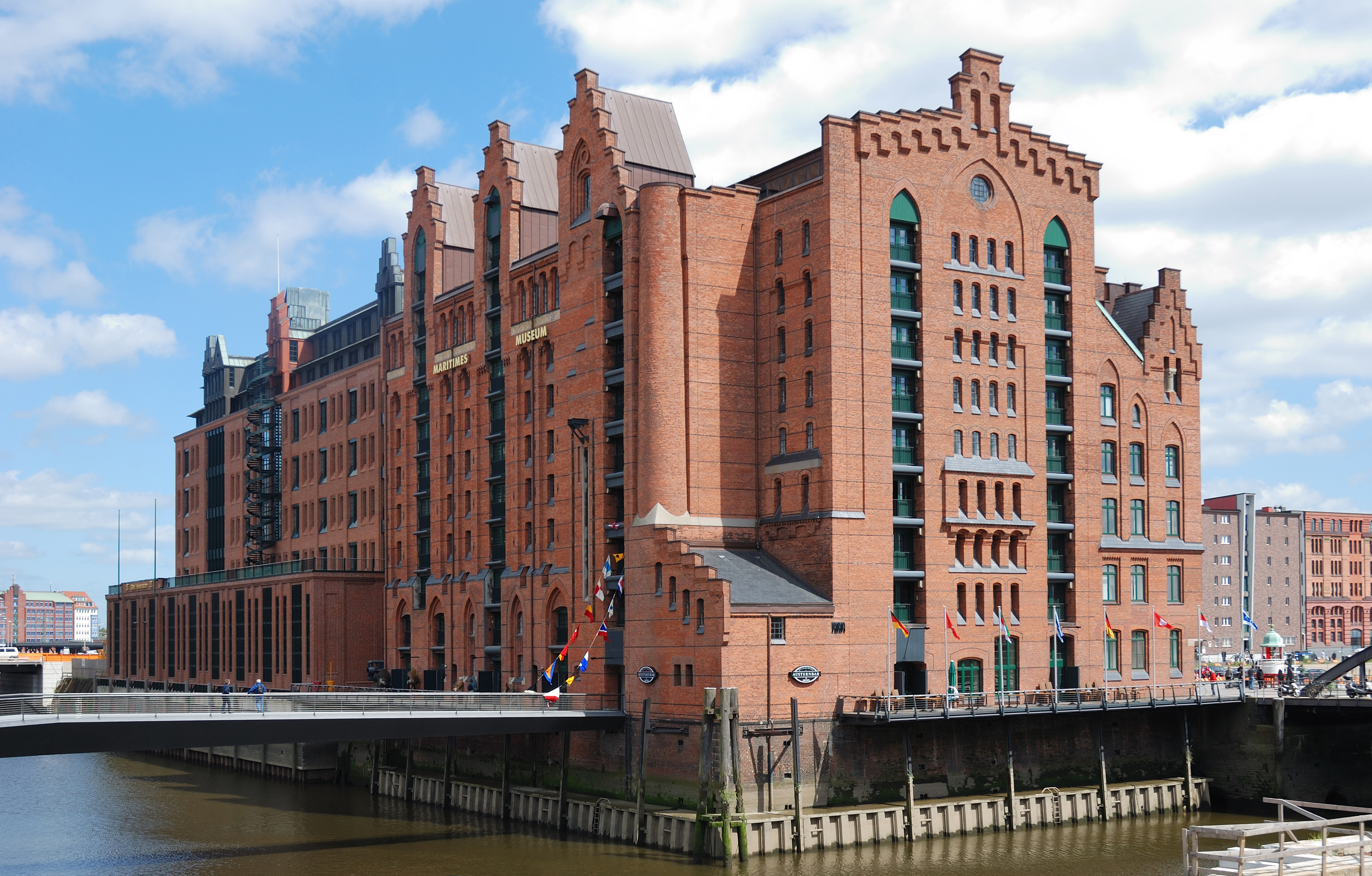
Kaispeicher B

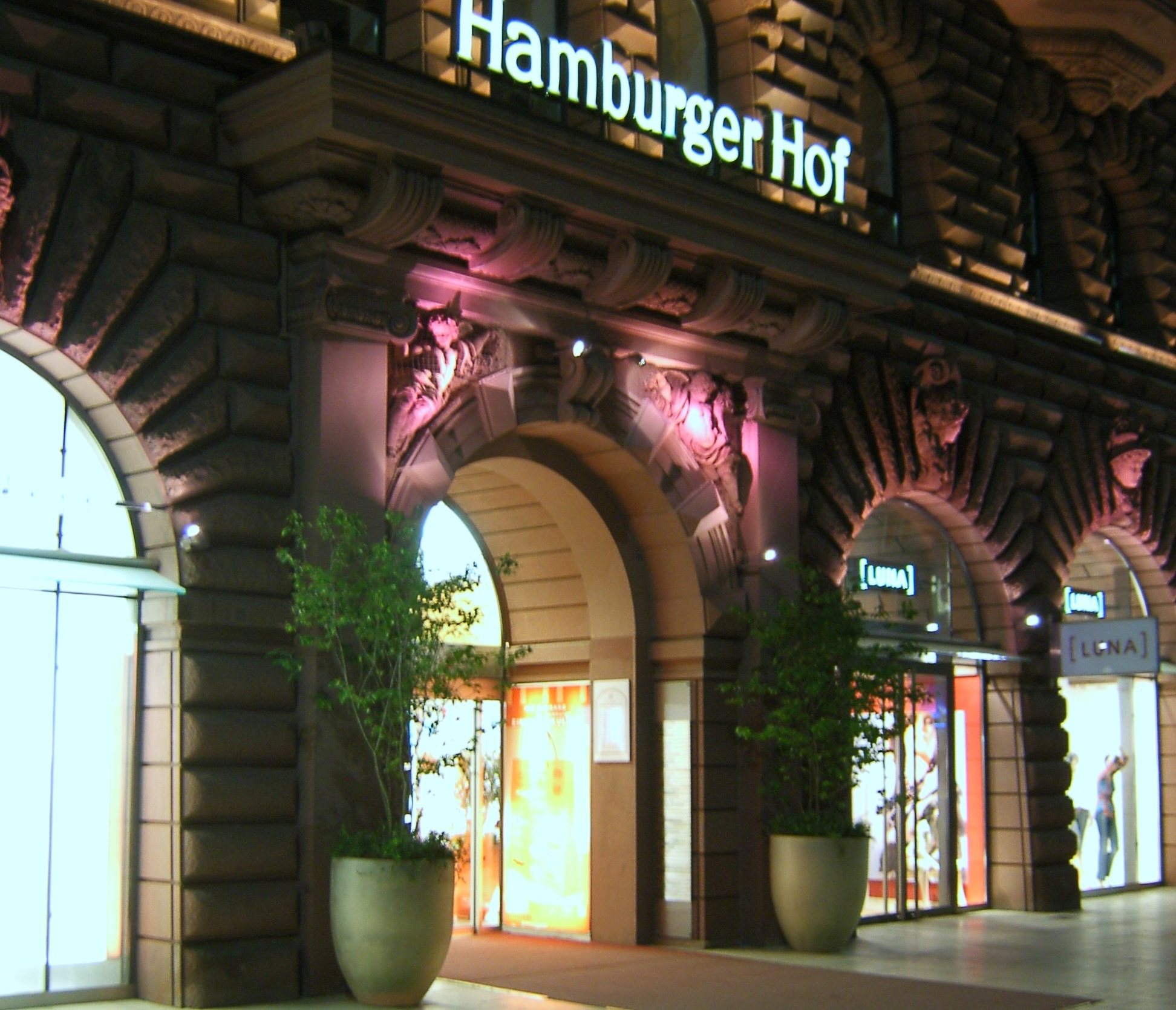
Hamburger Hof

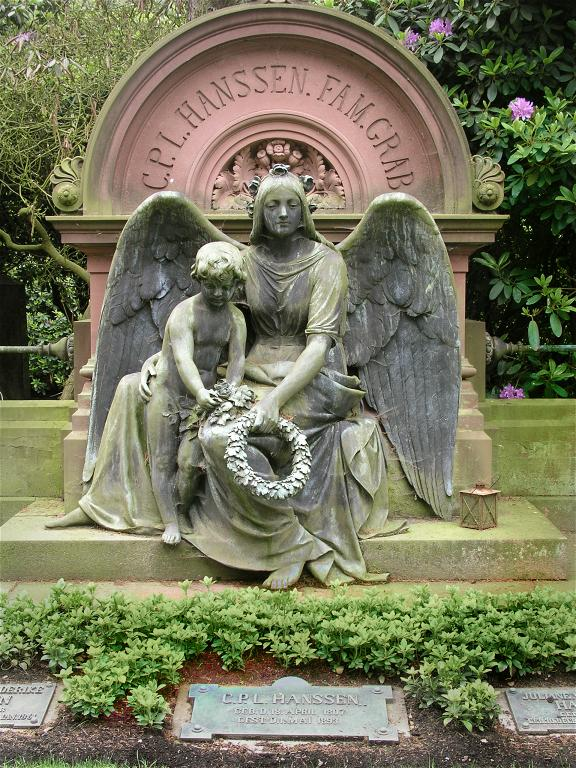
Gemeinschaftsgrabfeld Hanssen auf dem Friedhof Ohlsdorf

Bernhard Hanssen absolvierte eine Zimmermannslehre und studierte Architektur; 1863–1864 in Karlsruhe 1865 und Stuttgart. Er arbeitete danach zuerst als Bauführer bei der Restaurierung ländlicher Kirchen bei Christian Friedrich von Leins. Anschließend studierte er weitere zwei Jahre in Berlin und arbeitete nebenher in verschiedenen Büros. Ab 1870 in Hamburg ansässig, war er zunächst für drei Jahre mit dem Ingenieur Schmetzer assoziiert, bevor er sich 1873 mit seinem Studienfreund Emil Meerwein zusammenschloss. Gemeinsam planten und bauten Hanssen und Meerwein zahlreiche bekannte Bauten in Hamburg.
Zu den bekanntesten zählt der Kaispeicher B in Hamburg, den das Büro zusammen mit dem Ingenieur Alexander Schäfer 1878/1879 errichtete. Der Kaispeicher B, erbaut noch vor Einrichtung des Freihafens und etwa zehn Jahre vor dem Bau der Speicherstadt, ist das älteste noch erhaltene Bauwerk im Freihafen. Seit 2001 steht er unter Denkmalschutz; in ihm ist seit 2007 das Internationale Maritime Museum Hamburg untergebracht, die große maritime Sammlung von Peter Tamm.
Auch beim Bau der Speicherstadt, die unter Leitung von Franz Andreas Meyer (1837–1901) entstand, des Nachfolgers von William Lindley als Leiter des Ingenieurwesens in der Hansestadt, war Hanssen einer der maßgeblich beteiligten Architekten.
Bernhard Hanssen gehörte dem 1880 von Martin Haller gegründeten Rathausbaumeisterbund an, den sieben Architekten, die 1885 von Senat und Bürgerschaft der Stadt Hamburg mit dem Bau des Hamburger Rathauses beauftragt wurden. Die Grundsteinlegung fand am 6. Mai 1886 statt, die Einweihung am 26. Oktober 1897. Von 1880 bis 1886 war Hanssen Mitglied der Hamburger Bürgerschaft. Er war zudem auch Mitglied im Hamburger Künstlerverein von 1832.
Gesundheitlich angeschlagen zog sich Bernhard Hanssen 1905 aus dem Berufsleben zurück.
Sein Grabmal befindet sich in der weitläufigen Anlage der Familien Meerwein, Canel, Hanssen, Laeisz auf dem Hamburger Ohlsdorfer Friedhof.
Nach Bernhard Hanssen ist der Hanssensweg in der Jarrestadt in Hamburg-Winterhude benannt.

## Bauten
- 1872–1873: Villa „Albertina“ in Hamburg, Rothenbaum
- 1880–1884: Erweiterungsbau der Hamburger Börse in Hamburg, Alter Wall (zusammen mit Emil Meerwein)
- 1881–1883: Hamburger Hof in Hamburg, Jungfernstieg
- 1885–1887: Speicherblock O in der Hamburger Speicherstadt
- 1893: Haus Hanssen, St.-Benedict-Straße 54 in Hamburg
- 1886–1897: Rathaus Hamburg
- 1897–1898: Kontorhaus „Laeisz-Hof“ in Hamburg, Trostbrücke (mit Emil Meerwein und Martin Haller)
- 1898: Kontorhaus „Rathausmarkthof“ in Hamburg
- 1902–1903: HFLG-Hauptverwaltungsgebäude in der Hamburg Speicherstadt (mit Johannes Grotjan)